# Cosseria
Cosseria est une commune italienne d'environ 1 100 habitants située dans la province de Savone, dans la région Ligurie, dans le Nord-Ouest de l'Italie.

## Histoire
Le 20 septembre 1794, le 2e bataillon de la 21e demi-brigade de première formation, sous les ordres du général Masséna, prend le château de Cosseria après avoir tué une vingtaine d'Autrichiens.
Le 13 avril 1796, la bataille de Cosseria oppose les troupes de Napoléon Bonaparte aux Autrichiens et aux Sardes, retranchés dans le château de Cosseria, et qui sont défaits après de durs combats, laissant plus de trois mille morts, dont près de mille Français. Parmi eux, les généraux Quesnel et Pierre Banel, âgé de trente ans.

## Administration
| Période                                  | Période | Identité | Étiquette | Qualité |
| ---------------------------------------- | ------- | -------- | --------- | ------- |
|                                          |         |          |           |         |
| Les données manquantes sont à compléter. |         |          |           |         |

### Hameaux
Marghero.

### Communes limitrophes
Cairo Montenotte, Carcare, Cengio, Millesimo, Plodio.